# Distrikt Ámbar
Der Distrikt Ámbar, alternative Schreibweise: Distrikt Ambar, liegt in der Provinz Huaura in der Region Lima in West-Peru. Der Distrikt wurde am 2. Januar 1822 gegründet. Er besitzt eine Fläche von 941 km². Beim Zensus 2017 wurden 2324 Einwohner gezählt. Im Jahr 1993 lag die Einwohnerzahl bei 2978, im Jahr 2007 bei 2825. Die Distriktverwaltung befindet sich in der 2082 m hoch gelegenen Ortschaft Ámbar mit 487 Einwohnern (Stand 2017). Ámbar liegt 55 km nordöstlich der Provinzhauptstadt Huacho.

## Geographische Lage
Der Distrikt Ámbar liegt im Nordosten der Provinz Huaura. Er befindet sich im Westen der peruanischen Westkordillere. Das Areal erstreckt sich über das Einzugsgebiet des Río Ambar, den Oberlauf des Río Supe.
Der Distrikt Ámbar grenzt im Westen an den Distrikt Supe (Provinz Barranca), im Nordwesten an den Distrikt Cochas (Provinz Ocros), im Norden an die Distrikte Manás und Gorgor (beide in der Provinz Cajatambo), im Osten an die Distrikte Caujul, Naván und Cochamarca (alle drei in der Provinz Oyón) sowie im Süden an die Distrikte Sayán und Huaura. 

## Geschichte
1541, noch im ersten Jahrzehnt der Eroberung des Inkareiches durch die Spanier, wurden die Gegenden um Ámbar und Cajatambo dem Encomendador Diego Vega de la Guerra überlassen. 1581 ist überliefert, dass der Encomendador von Ámbar 1744 indigene Landarbeiter „besaß“, die jährlich 7040 Reales an die Königliche Kasse (Caja Real) in Lima zu entrichten hatten.
1611 wurde die erste Kirche in Ámbar gebaut und durch Pedro de Villagómez Vivanco, Erzbischof von Lima, die „doctrina“ Ámbar eingerichtet. (Eine „doctrina“, wörtlich „Glaubenslehre“, war im spanischen Kolonialreich in Amerika ein Kirchspielort oder eine Missionsstation, an der bzw. von der ausgehend die Bewohner des Umlandes in der christlichen Lehre unterwiesen wurden. „Doctrina“ nahm daher auch die Bedeutung „Ort der Glaubenslehre“ an und wurde zum Bestandteil von Ortsbezeichnungen.)